# Krasnica (przystanek kolejowy)
Krasnica (ros. Красница) – przystanek kolejowy w miejscowości Krasnicy, w rejonie gatczyńskim, w obwodzie leningradzkim, w Rosji. Położony jest na linii Petersburg – Newel – Witebsk.